# Pecos (grupo musical)
 Pecos es un dúo musical español, integrado por los hermanos Francisco Javier Herrero Pozo –el rubio– (Madrid, 7 de noviembre de 1960) y Pedro José Herrero Pozo –el castaño– (Madrid, 26 de febrero de 1962). El éxito de su música se convirtió en un auténtico fenómeno social en España a finales de la década de 1970 y comienzos de la de 1980. Hasta el momento han vendido más de 4 millones de copias de su discografía en sus 45 años de carrera. 

## Historia
El dúo comenzó a despuntar a finales de la década de 1970 gracias, fundamentalmente, a Cholo Hurtado, quien por entonces trabajaba en Radio Madrid (SER), en una época en la que el panorama musical español estaba dominado por solistas melódicos, como Camilo Sesto, Julio Iglesias, Pablo Abraira o José Luis Perales y bandas integrantes de La Movida Madrileña. Pecos nació con la perspectiva de cubrir un sector del público adolescente femenino, siguiendo la tendencia marcada por Miguel Bosé en su primera etapa profesional y el éxito de las primeras Boy Band de habla hispana, como Menudo, de Puerto Rico. 
Debutaron con el sencillo «Esperanzas» (1978), que fue número 1 durante cuatro semanas consecutivas. Ese mismo año, Juan Pardo, a través de CBS, produjo su primer álbum de estudio, titulado Concierto para adolescentes, que arrasó en las listas de éxitos en parte gracias al tema «Acordes». Se llegaron a vender más de 300 000 ejemplares del álbum. 
Con su segundo álbum, Un par de corazones (1979), alcanzaron igualmente un volumen de ventas arrollador. El título más destacado del álbum era «Háblame de ti». El éxito volvió a repetirse con el tercer álbum, Siempre Pecos (1980). En este mismo año publicaron el disco 20 años, el segundo álbum con más ventas del dúo. 
En 1981 su carrera se interrumpió debido al servicio militar de Francisco Javier y a continuación el de Pedro. Se reanudó en 1984, con la publicación del álbum Por arte de magia, el cual tuvo unas ventas menos afortunadas que sus trabajos anteriores. Considerando que estaban pasados de moda, el grupo se deshizo en 1986. Pedro grabó un disco en solitario, Prefiero combatir. 
Tras un tiempo apartados del panorama musical, regresaron en 1993 con Pensando en ti, en el que colaboró Pepe Robles (antaño líder, cantante y guitarra solista de Módulos). Con posterioridad han editado nuevos discos, sin gran repercusión, salvo el lanzamiento del recopilatorio 30 grandes éxitos ... Y un par de corazones (1998).
Entre el 1 de octubre de 2012 y el 25 de febrero de 2013, Javier Herrero participó en la segunda edición de Tu cara me suena. Y en 2024 sacó un tema dedicado al alzhéimer, interpretado junto a David Summers. 
En diciembre de 2024, Javier y Pedro, anuncian una nueva gira de conciertos por toda España, Dos voces y una historia, a partir del 23 de marzo de 2025. Con ella celebran sus 45 años de trayectoria musical, con sus temas clásicos.  

## Discografía
Casi un total de 4 500 000 copias han vendido Los Pecos de sus ocho álbumes de estudio, cinco recopilatorios y un directo en estos 30 años de carrera (dicho por ellos mismos en una entrevista).

### Álbumes
- 1978: Concierto para adolescentes (+300 000 copias) Triple Disco de Platino.

```
  1.- Llovía.(Pedro J. Herrero)
  2.- Concierto para adolescentes.(Pedro J. Herrero)
  3.- 
Esperanzas
.(Pedro J. Herrero)
  4.- Sueños.(Pedro J. Herrero) 
  5.- Juani.(Pedro J. Herrero)
  6.- 
Acordes
.(Pedro J. Herrero)
  7.- Vuelve.(Pedro J. Herrero) 
  8.- Maldito amigo.(Pedro J. Herrero) 
  9.- Un lugar.(Pedro J. Herrero) 
  10.- La amistad.(Pedro J. Herrero)
```

- 1979: Un par de corazones (+500 000 copias) Quíntuple Disco de platino.

```
  1.- Un par de corazones.(Pedro J. Herrero/Juan Pardo) 
  2.- Recuerdos.(Pedro J. Herrero) 
  3.- Desembrujado.(Pedro J. Herrero/Juan Pardo) 
  4.- Y te vas.(Pedro J. Herrero) 
  5.- Guitarra.(Pedro J. Herrero) 
  6.- 
Háblame de ti
.(Pedro J. Herrero) 
  7.- Mentira para dos. (Jose Luis Perales)
  8.- Canción para Pilar.(Víctor Manuel) 
  9.- Tres mil detalles.(Pedro J. Herrero) 
  10.- Quiero que me quieras.(Pedro J. Herrero)
```

- 1980: Siempre Pecos (+300 000 copias) Triple Disco de Platino.

```
  1.- Siempre.(Pedro J. Herrero/Juan Pardo) 
  2.- Y voló.(Pedro J. Herrero) 
  3.- Soy lo que tú quieras.(Pedro J. Herrero) 
  4.- Señor.(Pedro J. Herrero/Juan Pardo) 
  5.- Mediterráneo. (Joan Manuel Serrat)
  6.- Mi mundo.(Pedro J. Herrero) 
  7.- Olvídeme señora.(Pedro J. Herrero) 
  8.- Déjala.(Pedro J. Herrero/Oswaldo Casco) 
  9.- Madre.(Pedro J. Herrero/Juan Pardo) 
  10.- Si me faltaras tú.(Pedro J. Herrero)
```

- 1980: 20 años (+400 000 copias) Cuádruple Disco de platino.

```
  1.- Preludio.(Pedro J. Herrero) 
  2.- 20 años.(Pedro J. Herrero)
  3.- Si alguien pudiera.(Pedro J. Herrero) 
  4.- Si me ayudaras.(Pedro J. Herrero) 
  5.- Me acostumbré. (Pedro J. Herrero)
  6.- Una canción.(Pedro J. Herrero) 
  7.- Y decir que te quiero.(Pedro J. Herrero) 
  8.- Que no lastimen a tu corazón. (Pedro J. Herrero)
  9.- A María.(Pedro J. Herrero) 
  10.- Conclusión.(Pedro J. Herrero)
```

- 1984: Por arte de magia (+150 000 copias) Disco de Platino.

```
  1.- Si tú lo vieras.(Pedro J. Herrero) 
  2.- Y el tren va a salir.(Pedro J. Herrero) 
  3.- Por arte de magia.(Pedro J. Herrero/Juan Pardo) 
  4.- Será que llega el otoño.(Pedro J. Herrero) 
  5.- Cuando la lluvia suena.(Pedro J. Herrero) 
  6.- A ti.(Pedro J. Herrero) 
  7.- No te dejes vencer.(Pedro J. Herrero) 
  8.- Todo va bien.(Pedro J. Herrero) 
  9.- Me gusta la gente.(Pedro J. Herrero) 
  10.- Un día más.(Pedro J. Herrero)
```

- 1993: Pensando en ti (+40 000 copias)

```
  1.- Sara.(Pedro J. Herrero) 
  2.- De espuma, de arena y sal.(Pedro J. Herrero/Pepe Robles) 
  3.- Luna.(Pedro J. Herrero) 
  4.- Es de esas muchachas.(Pedro J. Herrero) 
  5.- Mi última lágrima.(Pedro J. Herrero/Kornell Kovach) 
  6.- Sangre de amor.(Pedro J. Herrero/Pepe Robles) 
  7.- Sólo te ofrezco vivir.(Pedro J. Herrero) 
  8.- No quiero ser una historia más.(Pedro J. Herrero) 
  9.- Detrás de ti.(Pedro J. Herrero) 
  10.- Yo quisiera.(Pedro J. Herrero)
```

- 1999: El poder de tus ojos (+50 000 copias) Disco de oro.

```
  1.- El poder de tus ojos.(Pedro J. Herrero) 
  2.- Por mi parte. (Pedro J. Herrero)
  3.- Dime. (Pedro J. Herrero)
  4.- Loco por ti. (Pedro J. Herrero)
  5.- Ese fui yo.(Pedro J. Herrero) 
  6.- A veces la nostalgia.(Pedro J. Herrero) 
  7.- Tú eres.(Pedro J. Herrero) 
  8.- Hacer un milagro.(Alejandro Martínez) 
  9.- Sinceramente.(Pedro J. Herrero) 
  10.- A tu lado.(Pedro J. Herrero) 
  11.- Por un poco de tu amor.(Pedro J. Herrero)
```

- 2005: Un manantial de ternura (50 000)

```
  1.- Olvidarte.(Pedro J. Herrero)
  2.- Por un segundo.(Pedro J. Herrero)
  3.- Pensar en ti.(Pedro J. Herrero)
  4.- Me vas a echar de menos.(Pedro J. Herrero)
  5.- Por creer en ti.(Pedro J. Herrero)
  6.- Mis ojos, un río.(Pedro J. Herrero)
  7.- Sabes que es para ti.(Pedro J. Herrero)
  8.- Un manantial de ternura.(Pedro J. Herrero)
  9.- Sin derecho de admisión.(Pedro J. Herrero)
  10.- Que te quise no lo dudes.(Pedro J. Herrero)
  11.- Tú eliges(Pedro J. Herrero).
  12.- Es de locos corazón.
```

### Recopilaciones
- 1993: Pecos Oro.
- 1998: 30 grandes éxitos ... Y un par de corazones (+150 000 copias) Disco de Platino.
- 2003: ¿Dónde estabas tú? 25 aniversario.

```
CD1 
  1.- Señor (con 
Sergio Dalma
) (Pedro J. Herrero/Juan Pardo)
  2.- Que no lastimen a tu corazón (con 
Tamara
) (Pedro J. Herrero)
  3.- Y voló (con 
Juan Pardo
)(Pedro J. Herrero) 
  4.- Y decir que te quiero (con 
Andy y Lucas
)(Pedro J. Herrero) 
  5.- Madre (con 
David Bustamante
)(Pedro J. Herrero/Juan Pardo) 
  6.- ¿Dónde estabas tu?(Pedro J. Herrero) 
  7.- Pecos collection (Pedro J. Herrero)
  8.- Canción para Pilar (Víctor Manuel)
  9.- Por arte de magia (Pedro J. Herrero/Juan Pardo)
  10.- Recuerdos (Pedro J. Herrero)
  11.- Veinte años (Pedro J. Herrero)
  12.- Si tú los vieras (Pedro J. Herrero)
CD2 
  13.- 
Acordes
(Pedro J. Herrero) 
  14.- Mediterráneo (Joan Manuel Serrat) 
  15.- 
Háblame de ti
(Pedro J. Herrero) 
  16.- Concierto para adolescentes (Pedro J. Herrero)
  17.- Mentira para dos(Jose Luis Perales) 
  18.- Si me faltaras tú(Pedro J. Herrero) 
  19.- Y te vas(Pedro J. Herrero) 
  20.- Será que llega el otoño(Pedro J. Herrero) 
  21.- Llovía(Pedro J. Herrero) 
  22.- Por mi parte(Pedro J. Herrero)
  23.- Ese fui yo (Pedro J. Herrero)
  24.- Un par de corazones(Pedro J. Herrero/Juan Pardo) 
  25.- Guitarra(Pedro J. Herrero) 
  26.- Esperanzas(Pedro J. Herrero)
```

- 2003: Single Pecos Collection.
- 2004: En directo. Concierto 25 aniversario (CD y DVD).
- 2005: Una historia.